# Nedíl
Nedíl byla ve středověku a raném novověku forma majetkového spoluvlastnictví, kterou se rodiny snažily zamezit uplatnění práva odúmrti ze strany panovníka. Svou podstatou také vycházel z předstátní rodové společnosti. Ve svých majetkových záležitostech ho využívala především šlechta, a to až do roku 1627, kdy byl nedíl v Čechách zrušen Obnoveným zřízením zemským, na Moravě k tomu došlo roku 1628.
Ze stejných důvodů předejití odúmrtním nárokům panovníka uzavírali šlechtici i spolky (unio), ovšem s jeho souhlasem.

## Druhy nedílů
Nedíly se odlišovaly podle toho, kdo stál v jeho čele:
- dědovský (otcovský)
- bratrský
- strýcovský
- mateřský – v něm žila vdova se svými dětmi po smrti manžela

## Podstata nedílu
Nedíl bylo spoluvlastnictví s ideálními (individuálně neurčenými) podíly, kdy každý jeho člen byl jakoby vlastníkem celku. O osudu nedílu přirozeně rozhodoval ten, kdo byl v jeho čele, hlava nedílu. Členové se sice podíleli na výnosu z nedílu, a to v takové míře, jak rozhodla hlava nedílu, ale se svým podílem nemohli disponovat. V rámci nedílu se ani nedědilo, pokud některý z členů zemřel, ideální podíl ostatních se poměrně zvětšil, podobně při narození dalšího člena se podíly poměrně zmenšily. Středověké postavení žen se projevilo i zde, přivdané ženy zůstávaly mimo nedíl a dcerám se vyplácelo věno, byly tzv. „vybyty“. Hodnota věna ale odpovídat hodnotě jejich podílu nemusela. Právní konstrukce nedílu měla také za následek to, že všichni nedílníci vlastně ručili za sebe navzájem, dluhy jednoho totiž zatěžovaly nedíl jako celek. Podobně při trestních sankcích, ať už šlo o peněžitou pokutu nebo úplnou konfiskaci majetku jen jednoho z nich, byl vždy postižen celý nedíl.
Členové z něj původně nemohli ani vystoupit, až od 15. století bylo možné se tzv. oddělit, kdy buď odcházející získal svůj poměrný díl, nebo byl celý nedíl rozdělen. V takovém případě se dělilo podle pravidla in stirpes (podle kolen), kdy např. první ze synů měl dva syny a druhý ze synů měl syny čtyři, pak první dva získali polovinu a jejich čtyři bratranci si mezi sebou rozdělili zbylou polovinu. Pro poddanský nedíl bývalo typické, že dělení neprobíhalo vždy reálně, ale docházelo k vyplácení v penězích. Každé rozdělení nebo oddělení se zapisovalo do zemských desk a oddělený pozbýval veškerá práva k nedílu, kromě práva ssutí.

## Ssutí
Právo ssutí, neboli retrakt, bylo vlastně předkupní právo bývalého člena ke zbytku nedílu, pokud byl po jeho oddělení prodáván. Zbylí nedílníci měli povinnost mu jej nejdříve nabídnout ke koupi, pokud tak neučinili, měl on právo uplatnit u zemských desk ve lhůtě tří let a 18 neděl (tzv. zemská léta) protest, kterým smlouvu o převodu nedílu zneplatnil.

## Spory historiků
Pro některé historiky (Karel Kadlec) byla existence nedílu ještě v raně novověkých Čechách důkazem, že i v českých zemích fungovala v raném středověku zádruha, známá z jihoslovanského prostředí. Proti této hypotéze se rychle vytvořila kritika, která zdůrazňovala, že jihoslovanská zádruha je v pramenech doložená až od 17. století (Jan Peisker). Josef Pekař zdůraznil, že rodinný nedíl jako právní úpravu nelze považovat za doklad určitého rázu rodinného života.